# Myrmeciinae
Sous-famille
Les Myrmeciinae sont une sous-famille de fourmis primitives autrefois répandues dans le monde entier mais que l'on ne trouve plus aujourd'hui qu'en Australie et en Nouvelle-Calédonie.

## Tribus
- Prionomyrmecini Wheeler, 1915
- Myrmeciini Emery, 1877